# Gregorio Vardanega
Gregorio Vardanega (21 de marzo de 1923 - 7 de octubre de 2007) fue un artista de origen italiano quien trabajó en Argentina y Francia. Vardanega y Martha Boto, su compañera, crearon el término llamado "cromocinetismo" para describir su investigación artística.

## Biografía
Nació en Possagno, Italia el 21 de marzo de 1923. Su familia emigró a Argentina cuando él tenía tres años. Asistió a la Escuela Nacional de Bellas Artes en Buenos Aires de 1936 a 1946.

## Trayectoria
Desde joven, Vardanega mostró entusiasmo por el estudio del espacio y cuestionaba la forma y elementos como se presenta en el mundo.  También indagaba la correlación de luz, el color, movimiento y espacio, sumando la electrónica a su trabajo artístico. Su gusto por el espacio y lo que veía de él le llevaron a usarlo como inspiración para sus obras.
Vardanega inició el uso de colores eléctricos y transparentes, espacios de color, difracción y transmisión de luz en sólidos líquidos y gases. Vardanega fue integrante de la Nouvelle Tendance junto con Luis Tomasello, Enrico Castellani, Enzo Mari entre otros, que tenían como fin común el intercambio y desarrollo de proyectos.
En 1946, Vardanega comenzó a trabajar en vidrio acrílico y también produjo estructuras usando cables superpuestos. En el mismo año al estar estudiando en la Academia Nacional de Bellas Artes participó en 1946 en exhibiciones donde usaba placas de vidrio o plexiglás sobrepuestos. 
En 1948 viaja a Europa en compañía de Carmelo Arden Quin. Ahí mismo después de exhibir en el salón de la Amerique Latine se relaciona con Michael Seuphot, Georges Vantongerloo, Max Bill entre otros. 
A través de la década de 1950, experimentó con el arte cinético , construyendo obras de arte que se movían y giraban a intervalos irregulares, lo que producía patrones abstractos a través de la iluminación, los reflejos y las sombras. También realizó su primera escultura luminosa como resultado de intentar encarnar el universo física y psíquicamente.
En 1955 participó como uno de fundadores de una asociación de arte y años después del grupo ANFA.
Su primera pieza cinética utilizando un motor eléctrico fue exhibida en la galería del Cálculo de Bellas Artes en octubre de 1957. 
En 1959, Vardanega se mudó a París, donde conoció a la artista argentina Martha Boto. Mantuvieron contacto con artistas en Buenos Aires, incluidos Eduardo Jonquières y su grupo "Arte Nuevo", y el grupo de artistas MADI.
1960 realiza una obra nuevamente con plexiglás la cual tiene en su interior esferas pequeñas iluminadas por proyecciones de luces. Vardanega exploró el campo del descubrimiento de la electro técnica de las situaciones ambientales usando diferentes formas de expresión artística, creó osciladores electrónicos en algunas de sus obras.
Entre 1960 y 1968 también fue miembro del grupo GRAV (Groupe de Recherche d’Art Visuel).
Fue representado por la Galerie Denise René . Vardanega tuvo su primera exposición individual en París en 1964, lo que lo convirtió en un importante exponente del arte cinético. La exposición se denominó Chromocinétisme que llevó a cabo con Martha Boto en la Maison des Beaux-Arts

## Premios
Ganó medallas de oro en la Exposición de Artes Visuales en Argentina y en la Exposición Internacional y Universal en Bruselas en 1958.

## Trabajos
Colores de sonido, 1963-1979.  Fue un trabajo artístico para una metrópoli urbana de rascacielos, adquirida por el Museo de Bellas Artes de Houston en el 2013 pero debido a su gran altura no pudo ser expuesta en el lugar como se tenía planeado.
Ensueño cósmico, la cual es una composición de plexiglás, usa el color eléctrico que se basa en el análisis de su mayor marca sensorial y su aporte estético, tiene relieves con tajaduras concentradas.
Relieve electrónico está compuesto por un trozo de madera de color blanco, con 10 lámparas cilíndricas, estas junto con el soporte llaman las figuras geométricas, cuadrado y círculo, y representan su etapa donde trabajaba la repetición de esos elementos para lograr efectos ópticos.
Universo Electrónico (1958) permitía al espectador interactuar directamente para modificar la obra por medio de la evolución de colores.

## Vida personal
Vardanega vivió en Francia desde 1959 hasta su muerte en París en 2007.